# Дзбанув
Дзбанув (пол. Dzbanów, нім. Banau) — село в Польщі, у гміні Бардо Зомбковицького повіту Нижньосілезького воєводства.
Населення — 216 осіб (2011).
У 1975-1998 роках село належало до Валбжиського воєводства.

## Демографія
Демографічна структура станом на 31 березня 2011 року:
|          | Загалом | Допрацездатний вік | Працездатний вік | Постпрацездатний вік |
| -------- | ------- | ------------------ | ---------------- | -------------------- |
| Чоловіки | 105     | 10                 | 84               | 11                   |
| Жінки    | 111     | 17                 | 64               | 30                   |
| Разом    | 216     | 27                 | 148              | 41                   |